# Силба
Силба (Selve) је острво у Јадранском мору, на хрватском делу Јадрана. Налази се западно од Задра и назива се још „вратима Далмације“. Пружа се у правцу север-северозапад - југ-југоисток. На најужем делу острва, негде на половини је широк само 700 м. Има облик буздована, којем је шира страна на северу. Од насеља, на острву се налази истоимено место, Силба.
Острво окружују Силбански канал и Олипски канал. Суседна острва су Премуда и Олиб.
Име је добио по римском називу шуме - „Silva“, будући да је Силба друго најшумовитије острво у Хрватској. Највиши врх има 83м
Насељен је још у илирско доба. Постоје трагови из римског доба, као што су новци, олупине бродова и саркофага. Насељен од стране Хрвата у 8. веку. Такође се Силба спомиње од стране Константина Порфирогенита. У 19. веку је био под аустријском управом.
Апсолутно већинско и аутохтоно становништво Силбе су Хрвати.